# Andinobates virolinensis
Andinobates virolinensis (Synonym: Dendrobates virolinensis) ist eine Art aus der Familie der Baumsteigerfrösche, die oft auch als Pfeilgiftfrösche bezeichnet werden. Die Froschart ist in Kolumbien endemisch.

## Beschreibung
Andinobates virolinensis ist eine sehr kleine Froschart, die eine Kopf-Rumpf-Länge von höchstens zwei Zentimetern erreicht.

## Verbreitung
Andinobates virolinensis kommt nur im Departamento de Santander und im Departamento de Cundinamarca – das ist die Provinz rund um die kolumbianische Hauptstadt Bogotá in den Zentralkordilleren der Anden – vor.

## Vorkommen und Lebensweise
Andinobates virolinensis ist ein Bodenbewohner und lebt im Nebelwald der Anden. Die Weibchen legen ihre Eier in die Laubstreu, die Männchen bringen die Kaulquappen, nachdem sie geschlüpft sind, zu einem mit Wasser gefüllten Bromelientrichter, wo sie sich weiterentwickeln. Die Reproduktionsphase erstreckt sich über das gesamte Jahr. Die Nahrung besteht aus verschiedenen Gliederfüßern, hauptsächlich Milben, Springschwänzen, Ameisen und Insektenlarven. Diese Nahrungsauswahl unterscheidet sich kaum von der anderer Baumsteigerfrösche.

## Gefährdung
Andinobates virolinensis wird in der Liste der gefährdeten Arten der IUCN als gefährdet („Endangered“) angegeben, da die Art von Habitatverlust bedroht ist. In ihrem Verbreitungsgebiet ist sie jedoch stellenweise häufig.
Andinobates virolinensis ist – wie andere Baumsteigerfrösche auch – oft im Tierhandel zu finden, obwohl seit 1985 das Sammeln von Baumsteigerfröschen in der Wildnis verboten ist

## Systematik und Taxonomie
Die Art Andinobates virolinensis wurde seit ihrer Erstbeschreibung durch Ruíz-Carranza und Ramírez-Pinilla im Jahr 1992 als Minyobates virolinensis mehrmals in eine andere Gattung transferiert.
Im Jahr 2000 erfolgte die Eingliederung in die Gattung Dendrobates, 2006 in die Gattung Ranitomeya. 2011 trennten Twomey, Brown und Andere die Ranitomeya-Arten der Anden unter dem Gattungsnamen Andinobates von denen des Amazonasbeckens, die in der Gattung Ranitomeya verblieben. Andinobates virolinensis wird seit 2007 zur Gruppe der Zwergbaumsteiger gezählt.